# Sam & Max
Sam & Max (с англ. — «Сэм и Макс») — медиафраншиза, главными героями которой являются пёс Сэм и кролик Макс, вольные полицейские. Герои созданы автором комиксов Стивом Перселлом. Вымышленный мир франшизы пародирует явления американской поп-культуры. Коммерческий дебют пары детективов состоялся в 1987 в книге комиксов. В 1993 году персонажи получили собственный квест, разработанный LucasArts, а в 1997 году они появились в телевизионном мультсериале, созданном канадской компанией Nelvana.
Они обитают в ветхом офисном здании в Нью-Йорке. Их занятие — расследовать криминальные загадки максимально извращённым образом и нередко с полным игнорированием закона. Чтобы сражаться с преступностью, на своём автомобиле DeSoto Adventurer 1960 года они способны добраться куда угодно: на Луну, в Древний Египет, Белый дом, на Филиппины и в любые вымышленные места.
Несмотря на ограниченное распространение, франшиза оказалась успешной и собрала значительное количество поклонников. Однако пик её популярности пришёлся на выход компьютерной игры Sam & Max Hit the Road, благодаря которой повысился интерес публики к оригинальным комиксам Перселла. Этот квест считается классикой компьютерных игр 1990-х годов. Последующие компьютерные игры и телесериал были неплохо восприняты как критикой, так и поклонниками, а использованная Telltale Games модель распространения в виде нескольких эпизодов признана первым успешным её применением.

## Медиа

Страница первой опубликованной книги комиксов Sam & Max: Monkeys Violating the Heavenly Temple

### Комиксы
Коммерческий дебют Сэма и Макса состоялся в 1987 в серии комиксов серии Sam & Max: Freelance Police, опубликованной Fishwrap Production, которая также является издателем Fish Police. Первый комикс, Monkeys Violating the Heavenly Temple, стал для Стива Перселла первой полноценной графической новеллой. Он вышел по договорённости с Стивом Монкьюзом, автором комиксов Fish Police, с которым работал Перселл. В этом комиксе проявилось большинство принципы построения и развития сюжета, впоследствии ставшие визитной карточкой Sam & Max.
В течение последующих лет в различных издательствах выходили новые книги комиксом. В 1989 вышел комикс Sam & Max: On the Road, впоследствии ставший основой для компьютерной игры. В 1992 увидел свет комикс Sam & Max: Bad Day On The Moon, позже адаптированный для телевизионного мультсериала.
В 1988 году Перселл поступил на работу в LucasArts, где с 1990 по 1996 годы рисовал комиксы для журнала The Adventurer. В них он использовал как обработки старых сюжетов, так и пародии на игры LucasArts, включая Monkey Island, Full Throttle и франшизы Star Wars и Indiana Jones.
В 1995 все опубликованные комиксы Перселла были выпущены в виде сборника Sam & Max: Surfin' the Highway. В 1996 году книга была переиздана, а в 2007 году, к 20-летней годовщине издания, была опубликована дополненная версия. Это издание в 2009 году было номинировано на премию Айснера в номинации «Лучшее переиздание графического альбома».
В декабре 2005 года Стив Перселл начал выпуск веб-комикса Sam & Max на сайте компании Telltale Games. Комикс завершился после выхода 12 эпизодов. В 2007 году был удостоен премии Айснера за лучший цифровой комикс.

### Компьютерные игры
| 1993 | Sam & Max: Hit the Road                                                       |
| 1994 |                                                                               |
| 1995 |                                                                               |
| 1996 |                                                                               |
| 1997 |                                                                               |
| 1998 |                                                                               |
| 1999 |                                                                               |
| 2000 |                                                                               |
| 2001 |                                                                               |
| 2002 |                                                                               |
| 2003 |                                                                               |
| 2004 |                                                                               |
| 2005 |                                                                               |
| 2006 |                                                                               |
| 2007 | Sam & Max: Save the World                                                     |
| 2008 | Sam & Max: Beyond Time and Space                                              |
| 2009 |                                                                               |
| 2010 | Sam & Max: The Devil's Playhouse Poker Night at the Inventory                 |
| 2011 |                                                                               |
| 2012 |                                                                               |
| 2013 | Poker Night 2                                                                 |
| 2014 |                                                                               |
| 2015 |                                                                               |
| 2016 |                                                                               |
| 2017 |                                                                               |
| 2018 |                                                                               |
| 2019 |                                                                               |
| 2020 | Sam & Max: Save the World Remastered                                          |
| 2021 | Sam & Max: This Time It's Virtual Sam & Max: Beyond Time and Space Remastered |
| 2022 |                                                                               |
| 2023 |                                                                               |
| 2024 | Sam & Max: The Devil's Playhouse Remastered                                   |

С приходом Перселла в LucasArts его герои стали использоваться как тестовый материал для программистов движка SCUMM. Перселл создал анимацию персонажей и фоновый рисунок их офиса. В 1992 году, после положительных отзывов на работы Перселла в The Adventurer, LucasArts предложил превратить комиксы в квест. Sam & Max Hit the Road, над которой работали Шон Кларк, Майкл Штеммль, Стив Перселл и его будущая жена Коллетт Мишо, вышла для PC (MS-DOS) в ноябре 1993 года. Было запланировано продолжение, к работе над которым подключился Дейв Гроссман, однако проект не состоялся.
В сентябре 2001 началась разработка игры Sam & Max Plunge Through Space, предназначенная эксклюзивно для Xbox. Работы вела компания Infinite Machine, основанная несколькими выходцами из LucasArts. Сюжет создавали Перселл и его коллега, геймдизайнер Чак Джордан, которые отправили Сэма и Макса в путешествие по галактике в поисках украденной Статуи Свободы. Однако Infinite Machine обанкротилась в течение года, частично из-за провала первой игры, New Legends, и проект был заброшен.
В 2002 году на Electronic Entertainment Expo LucasArts анонсировала выпуск для PC новой игры о Сэме и Максе под названием Sam & Max: Freelance Police. Новый квест должен был использовать новый трёхмерный игровой движок. Разработку возглавил Майкл Штеммль. Стив Перселл создал для проекта сценарий и концепт-арт. В марте 2004 года, когда в создании игры был достигнут значительный прогресс, LucasArts внезапно отменила проект, ссылаясь на «текущие рыночные реалии и базовые экономические соображения». Поклонники игры собрали 32000 подписей, выражая своё разочарование этим решением.
В 2005 году истекли права LucasArts на франшизу, и Перселл передал их Telltale Games, ещё одной компании, созданной бывшими сотрудниками LucasArts. Было объявлено о создании эпизодической игры Sam & Max в жанре квеста. Sam & Max Save the World вышла в шести эпизодах, каждый со собственной сюжетной линией, но с общей сюжетной аркой. Первый эпизод появился на GameTap в октябре 2006 года, следующие части появлялись ежемесячно до апреля 2007 года Кроме того, Telltale Games выпустила 15 машинима-короткометражек в поддержку основных эпизодов. Ролики появлялись по три между эпизодами и рассказывали о похождениях Сэма и Макса в промежутках между частями.
В июле 2007 года было объявлено о подготовке второго сезона игры. Sam & Max Beyond Time and Space строилась по тому же принципу: пять эпизодов имели собственные сюжеты и были объединены общей сюжетной аркой. Части появились на GameTap одновременно, но становились доступными для игры только в назначенное время. Сезон продолжался с ноября 2007 по апрель 2008 года. Помимо основной игры Telltale рождественский спецвыпуск машинима-видео.
Третья игра под названием Sam & Max: The Devil’s Playhouse была официально заявлена в мае 2008 года с датой выпуска в 2009 году. Однако из-за выхода другого эпизодического квеста, Tales of Monkey Island, релиз был отложен. С апреля по август 2010 года вышло пять эпизодов игры, являющихся частями одного непрерывного повествования. Двухминутный флэш-мультфильм дополнил игру рассказом о главном злодее сезона.
Также в 2010 году Макс в качестве камео появляется в Poker Night at the Inventory вместе с Тайхо Брахе из Penny Arcade, Хэви из Team Fortress 2 и Стронг Бэдом из Homestar Runner, а в 2013 году Сэм и Макс появляются в сиквеле Poker Night 2 вместе с Железякой из Borderlands, Броком Сэмсоном из «Братьев Вентура», Эшем Уильямсом из Evil Dead и ГЛаДОС из Portal.
Sam & Max: This Time It’s Virtual — игра виртуальной реальности, анонсирован HappyGiant в августе 2020 года. Перселл служил консультантом по игровому дизайну, Стеммл выступил в качестве дизайнера и сценариста, Джаред Эмерсон-Джонсон вернулся в качестве композитора, а Ноулин и Боут вернулись, чтобы озвучить Сэма и Макса соответственно. Игра была выпущена 8 июля 2021 года для Oculus Quest, SteamVR и Viveport Infinity в конце 2021 года, и для PlayStation VR в 2022 году.
Выпуск ремастеров трёх оригинальных сезонов от Telltale Games (Save the World, Beyond Time and Space, The Devil’s Playhouse) намечен на период с 2020 по 2024 год студией Skunkape Games, состоящей из бывших членов оригинальной команды разработчиков и названной в честь персонажа Генерала Скунзиллы (англ. General Skunkape) — антагониста из The Devil’s Playhouse.

### Телевизионный сериал
В 1997 году комиксы Sam & Max были адаптированы для телеэкрана и выпущены компанией Fox в США, YTV в Канаде и Channel 4 в Великобритании. Созданием мультсериала занималась канадская студия Nelvana, которая подготовила 24 эпизода. Каждый эпизод, за исключением первого и последнего, занимал примерно десять минут, и обычно транслировался в паре с ещё одним. Первый эпизод вышел в эфир 4 октября 1997 года, заключительный — 25 апреля 1998 года. В отличие от более взрослого юмора в остальной части серии, The Adventures of Sam & Maxː Freelance Police был больше направлен на детскую аудиторию, хотя некоторые шутки часто были имели взрослый подтекст и мультфильм в целом обладал богатым словарным запасом, не свойственным детским сериалам. Таким образом, насилие, присущее франшизе, смягчается, и персонажи не используют умеренную ненормативную лексику, которую они используют в других появлениях. Как и в большинстве историй о Сэме и Максе, сериал вращается вокруг Вольной Полиции, которая принимает задания от своего таинственного начальника, комиссара, и приступает к расследованию дел в самых разных неправдоподобных местах. Сэма озвучивает Харви Аткин, а Макса — Роберт Тинклер. Сериал был хорошо принят и в 1998 году получил премию Джемини в номинации «Лучшая анимационная программа или сериал». Несмотря на успех, второй сезон так и не был выпущен. В 2007 году Shout! Factory приобрела права на выпуск сериала на DVD. В октябре в рамках маркетинговой кампании Sam & Max Save the World компания GameTap разместила сериал на своём веб-сайте. Релиз на DVD сериала состоялся в марте 2008 года.

### Музыка
Музыка для произведений Sam & Max в основном основана на джазе фильмов нуар, но включает и другие стили, подходящие под определённые моменты в сюжете. В игре Sam & Max Hit the Road использовалась полноценная партитура, созданная композиторами LucasArts Клинтом Баджакяном, Майклом Лэндом и Питером Макконнеллом. Музыка добавлялась в игру специальным движком iMUSE, что позволяло синхронизировать звук с изображением. Хотя полный саундтрек не был выпущен, аудиорендеры четырёх MIDI-треков вошли в CD-версию игры.
Для создания музыки игр Sam & Max Save the World, Beyond Time and Space и The Devil’s Playhouse был приглашён композитор Джаред Эмерсон-Джонсон, который ранее сотрудничал с LucasArts. Саундтреки первых двух игр были выпущены на дисках после выхода игр: Season One Soundtrack был опубликован в июле 2007 года , Season Two Soundtrack — в сентябре 2008 года. Эмерсон-Джонсон использовал для записи живой оркестр, отказавшись от синтезированной музыки, часто используемой в индустрии компьютерных игр. Критики положительно отнеслись к работе Эмерсона-Джонсона. IGN описывал саундтрек как «глоток свежего воздуха», а 1UP.com причислил его к музыке «высшего калибра». Music4Games писал, что «эксцентричный характер [классического джазового стиля] хорошо подошёл к вселенной Sam & Max, что соответствовало уровню непочтительности к американской поп-культуры». Перселл позже соглашался, что Эмерсон-Джонсон органично использовал «огромную палитру жанров и стилей», а Брендан Фергюсон, один из ведущих дизайнеров Save the World и Beyond Time and Space, заявил, что именно Эмерсон-Джонсон создал живую атмосферу в играх, в которые до появления саундтрека представляли собой «безжалостный кошмар».

## Персонажи

### Сэм
Сэм — шестифутовый коричневый антропоморфный пёс, одетый в костюм и шляпу в стиле нуар и комично большой галстук в чёрно-синюю полоску. Под пиджаком носит кожаную наплечную кобуру. В комиксе On the Road указывается, что он относится к породе ирландский волкодав. В большинстве ситуаций, даже в самых неподходящих, склонен изъясняться сложно построенными предложениями, наполненными профессиональными терминами. Обычно крайне спокоен, рационален и собран, предпочитает решать проблемы путём переговоров. Однако в состоянии аффекта реагирует на всё нехарактерно диким образом. В подобных ситуациях только Макс способен успокоить его и подавить его гнев.
Хотя большую часть времени Сэм ведёт себя как человек, у него имеются и собачьи повадки. К примеру, Сэм «не прочь высунуть голову из окна машины и позволить своему языку болтаться на ветру». Также любит лакомства для собак. Он огромный сладкоежка, так как во многих приключениях и заданиях его можно увидеть уплетающим мороженое, в частности эскимо и бутерброды с мороженым. Комплексует из-за своего веса и не любит, когда поднимают эту тему или когда над этим подшучивают.

#### Актёры озвучки
- Билл Фармер в Sam & Max Hit the Road
- Харви Аткин в мультсериале
- Дэвид Наулин в остальных играх

### Макс
Макс — трёхфутовое белое «гиперактивное кроликообразное существо» (сам себя относит к зайцеобразным), одежды не носит. Любит моменты чрезмерного насилия и предпочитает решать проблемы агрессивно. Имеет неприязнь к анекдотам, умным речам и длинным историям, поскольку не может долго концентрировать внимание. Инстинкт самосохранения отсутствует, любит встревать в любые ситуации, в которых имеется огромный риск смерти или причинения вреда здоровью. Зачастую используется Сэмом для перекусывания кабелей или в качестве дубинки.
Несмотря на свой, казалось бы, бессердечный характер, твёрдо верит в необходимость защищать Сэма, хотя проявляет к нему жестокость, заявляя, что, когда умрёт, он заберёт Сэма с собой. Более того, Макс чрезвычайно дорожит Сэмом и статусом партнёров и лучших друзей. Макс всегда держит при себе люгер, но, поскольку не носит одежды, другие персонажи часто спрашивают, где Макс его прячет.

#### Актёры озвучки
- Ник Джеймсон в Sam & Max Hit the Road
- Роберт Тинклер в мультсериале
- Эндрю Чайкин в первом эпизоде Sam & Max Season One
- Уильям Кастен в остальных играх Telltale Games до Poker Night 2
- Дэвид Боут в Poker Night 2 и Sam & Max: This Time It’s Virtual